# Schul.Cloud
Die Schulkommunikationslösung schul.cloud ist ein auf Stashcat basierender Instant-Messenger mit Dateiablage für Smartphone und PC zur Kommunikation zwischen Lehrern, Schülern und Eltern. Vertrieben und betreut wird die Lösung von der heinekingmedia GmbH, die von 2014 bis 2021 zur Madsack-Mediengruppe gehörte, seit 2021 zum Investor PREMIUM Equity Partners GmbH. Nach Angaben des Anbieters setzen über 7.000 Schulen und 800.000 Nutzer das Produkt ein.
Die Grundversion ist für Schulen und Bildungseinrichtungen kostenlos. Unter dem Namen schul.cloud pro sind Erweiterungen gegen Bezahlung erwerbbar, z. B. Ordnersynchronisation, Kalender, Umfragen oder Videokonferenzfunktion.

## Technische Umsetzung
Es gibt eine webbasierte Benutzeroberfläche, Desktop-Anwendungen für Windows und MacOS, und native Apps für Android und iOS. Die schul.cloud gibt an, Ende-zu-Ende-Verschlüsselung zu nutzen.
DSGVO-konforme Videokonferenzen werden über Jitsi Meet realisiert.

## Geschichte
Erstmals vorgestellt wurde das Produkt auf der didacta 2017, dann startete auch der Pilotbetrieb. Der flächendeckende Rollout folgte ein Jahr später. Im Rahmen der didacta 2019 wurde die auf schul.cloud basierende Schulträgerlösung KIKS durch die Stadt Köln vorgestellt. Gegen die Eintragung der Wortmarke ist eine Löschung anhängig.